# وییا پوئرتو ادن
وییا پوئرتو ادن (به اسپانیایی: Puerto Edén) یک منطقهٔ مسکونی در شیلی است که در منطقه ماژلان و جنوبگان شیلی واقع شده‌است. وییا پوئرتو ادن ۱۷۶ نفر جمعیت دارد.